# Арзамасцевське сільське поселення
Арзама́сцевське сільське поселення — муніципальне утворення в складі Каракулинського району Удмуртії, Росія. Адміністративний центр — село Арзамасцево.
Населення становить 708 осіб (2019, 882 у 2010, 1062 у 2002).

## Історія
Поселення утворилось шляхом адміністративної реформи 2005 року з Арзамасцевської сільської ради, яка в свою чергу утворилась 1920 року.
Голова поселення:
- 2005—2008 — Теплякова Валентина Іванівна
- з 2008 — Тебеньков Володимир Михайлович

## Склад
До складу поселення входять такі населені пункти:
| Населений пункт    | Населення, осіб (2002) | Населення, осіб (2010) |
| ------------------ | ---------------------- | ---------------------- |
| Арзамасцево, село  | 870                    | 787                    |
| Єндовка, присілок  | 126                    | 86                     |
| Кудекса, присілок  | 12                     | 4                      |
| Суханово, присілок | 53                     | 4                      |
| Шумшори, присілок  | 1                      | 1                      |

## Господарство
АПК поселення займається вирощуванням зернових — 1,2 млн тонн у 2009 році при врожайності 12,4 ц/га. В поселенні діють середня школа та садочок, 2 бібліотеки, клуб та фельдшерсько-акушерський пункт. Серед підприємств працюють СПК «Арзамасцевський» (має 5 076 га), ВАТ «Урожай» (має 5 320 га) та ЗАТ «Свинокомплекс».